# 沙地蓝耳草
沙地蓝耳草（学名：Cyanotis loureiriana）为鸭跖草科蓝耳草属的植物。分布于越南以及中国大陆的海南、广东等地，常生于平地阳处，目前尚未由人工引种栽培。